# Chenoderus venustus
Chenoderus venustus là một loài bọ cánh cứng trong họ Cerambycidae.